# Comuna Kostohrîzove, Kahovka
Kostohrîzove (în ucraineană Костогризове) este o comună în raionul Kahovka, regiunea Herson, Ucraina, formată din satele Bohdanivka, Kostohrîzove (reședința) și Natalivka.

## Demografie
Componența lingvistică a comunei Kostohrîzove
     Ucraineană (94,48%)
     Rusă (4,89%)
     Alte limbi (0,58%)
Conform recensământului din 2001, majoritatea populației comunei Kostohrîzove era vorbitoare de ucraineană (94,48%), existând în minoritate și vorbitori de rusă (4,89%).